# آریل (شهر)

تصویری از شهر آریل در فصل پائیز.

آریل (به عبری: אריאל) مرکز استان یهودا و شمرون در کشور اسرائیل است. استان یهودا و شمرون همان کرانه باختری است که اسرائیل آن را «منطقه هفتم» خود می‌داند.
شهرک آریل پس از دو شهرک بیتار ایلیت و معاله آدومیم از بزرگ‌ترین شهرک‌های اسرائیلی در کرانه باختری به‌شمار می‌روند.